# EBLM J0555-57
EBLM J0555-57 è un sistema stellare triplo situato a circa 630 anni luce dalla Terra, nella costellazione del Pittore. La più piccola delle stelle che lo compongono, EBLM J0555-57Ab, orbita attorno alla sua stella primaria con un periodo di 7,8 giorni e, al tempo della sua scoperta, era la stella più piccola mai scoperta, con una massa appena sufficiente, stando agli odierni modelli stellari, per attivare la fusione dell'idrogeno all'interno del proprio nucleo.

## Caratteristiche
EBLM J0555-57, conosciuto anche come CD-57 1311, è, come detto, un sistema stellare triplo che può essere considerato come un sistema binario visuale formato da una stella binaria a eclisse, EBLM J0555-57A, e da una stella simile al Sole per raggio, massa e temperatura e di magnitudine 10,76, EBLM J0555-57B, distante dalla prima 479 ± 38 unità astronomiche. Nonostante non siano state rilevate evidenze di moto orbitale tra i due oggetti, le misurazioni di velocità radiale e di moto proprio, effettuate per la prima volta grazie allo spettrografo CORALIE, evidenziano che i due oggetti astronomici sono sicuramente membri dello stesso sistema.
La componente A è formata da una stella anch'essa simile al Sole, di classe spettrale F8 e magnitudine 9,98, EBLM J0555-57Aa, attorno a cui orbita una nana rossa, EBLM J0555-57Ab. Durante il transito della componente secondaria davanti alla primaria, la luminosità del sistema EBLM J0555-57A diminuisce dello 0,05% e la soluzione completa dell'orbita della seconda stella del sistema ha permesso di stabilire che quest'ultima ruota attorno a EBLM J0555-57Aa con un periodo di 7 giorni, 18 ore e 11 minuti, con un'eccentricità piuttosto bassa, del valore di 0,09, un'inclinazione di 89,94° e un semiasse maggiore di 0,08 unità astronomiche.

### EBLM J0555-57Ab
Scoperta nel 2017 da un gruppo di scienziati dell'università di Cambridge facente parte del progetto EBLM (Eclipsing Binary, Low Mass) utilizzando dati raccolti da SuperWASP, un'organizzazione internazionale di ricerca di pianeti extrasolari tramite il metodo del transito, EBLM J0555-57Ab è la stella del sistema triplo che più ha destato l'attenzione della comunità scientifica. La stella ha infatti una massa pari a circa 85 ± 4 masse gioviane, ossia 0,081 masse solari e un raggio di 58725 km, con un margine d’errore di 9788 km in più e 2796 km in meno, paragonabile quindi a quello di Saturno, il cui raggio medio è di 58232 km, e ciò fa di essa una delle più piccole stelle conosciute, la più piccola al tempo della sua scoperta. In virtù dei dati citati e stando agli attuali modelli stellari, EBLM J0555-57Ab ha una massa appena sufficiente perché una stella possa fondere idrogeno nel suo nucleo. 
EBLM J0555-57Ab è anche uno degli oggetti più densi che si conoscano, tra quelli costituiti da normale materia stellare invece che da materia degenere come le nane bianche e le stelle di neutroni. Date le sue caratteristiche di massa e volume, questa nana rossa risulta infatti avere una densità di 188 g/cm³, ossia circa 34 volte la densità della Terra.